# Astrotoma agassizii
Astrotoma agassizii is een slangster uit de familie Gorgonocephalidae.
De wetenschappelijke naam van de soort werd in 1875 gepubliceerd door Theodore Lyman.